# Or Dadia
Or Dadia (in ebraico אור דדיה‎?; Be'er Sheva, 12 luglio 1997) è un calciatore israeliano, difensore dell'Ironi K. Shmona in prestito dall'Hapoel Be'er Sheva.

## Palmarès

### Club

#### Competizioni nazionali
- Campionato israeliano: 1

Hapoel Be'er Sheva: 2016-2017
- Coppa d'Israele: 1

Hapoel Be'er Sheva: 2019-2020